# Riudarenas

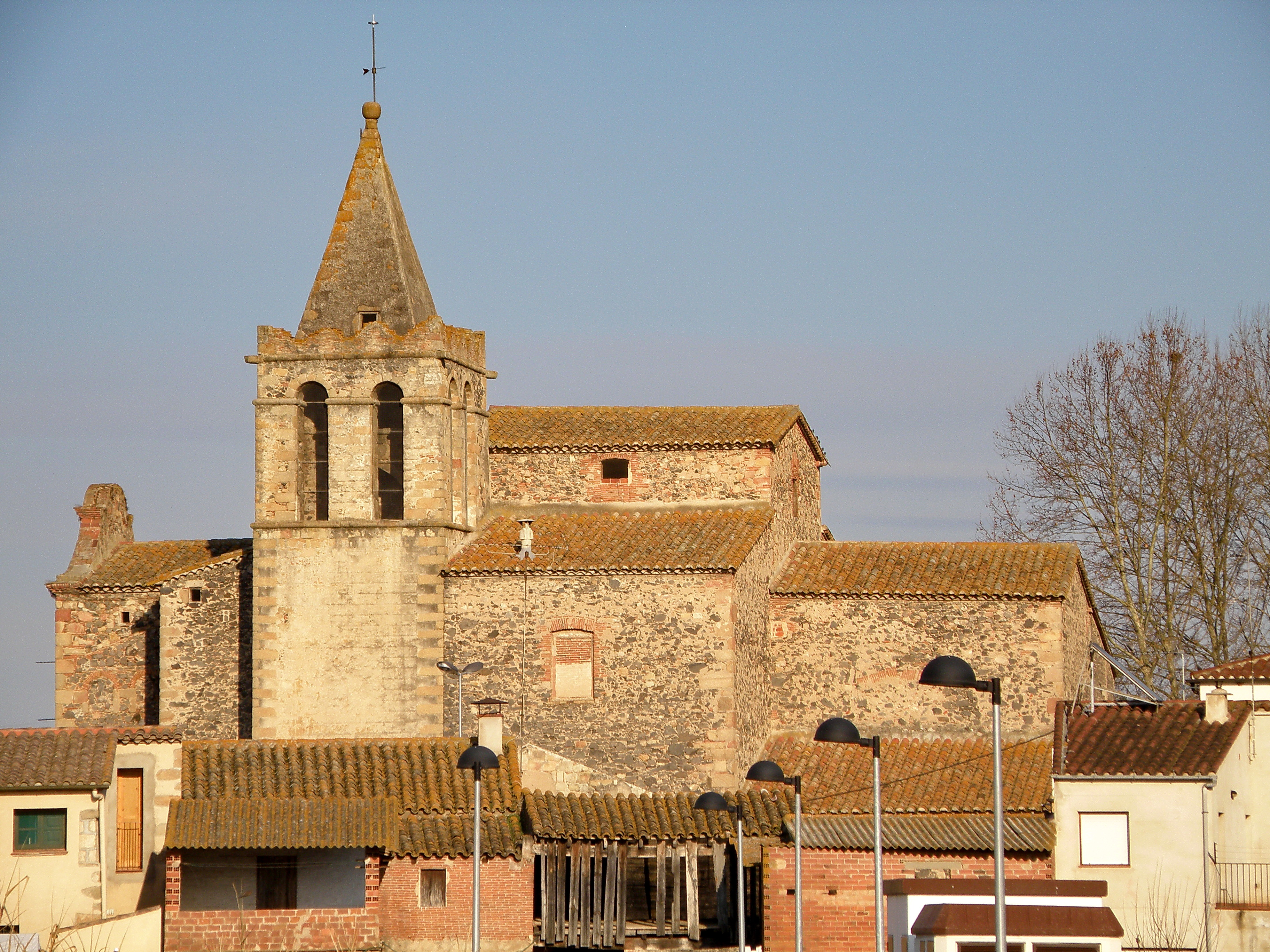
Iglesia de Riudarenas

Riudarenas (en catalán y oficialmente Riudarenes) es un municipio español de la comarca de la Selva, en la provincia de Gerona, Cataluña, situado en el centro de la comarca y al sur de Santa Coloma de Farnés. Está sobre una zona volcánica, especialmente, por la zona de L´Esparra.

## Demografía
Riudarenas cuenta con una población de 2445 habitantes (INE 2024).
| Gráfica de evolución demográfica de Riudarenas entre 1842 y 2021 |
| |
| Población de derecho según los censos de población del INE Población de hecho según los censos de población del INEEn estos censos se denominaba Riudarenas: 1842, 1857, 1860, 1877, 1887, 1897, 1900, 1910, 1920, 1930, 1940, 1950, 1960, 1970 y 1981 Entre el censo de 1857 y el anterior, crece el término del municipio porque incorpora a La Esparra, Vallcanera |

## Comunicaciones
Comunicado con el resto de la comarca por la C-63 y cercano a la N-II y la estación de ferrocarril de Sils.

## Economía
Agricultura de secano, ganadería e industria.

## Historia
Un hecho destacable de la historia de la villa lo encontramos en la Sublevación de Cataluña (1640). Cuando alrededor de 1640 los tercios españoles dirigidos por Lleonard Moles (Leonardo Moles) decidieron ir a la costa y aconteció un saqueo e incendio de la iglesia y la vila de Riudarenes (Río de Arenas), donde supuestamente los habitantes del término guardaban las joyas y alhajas (se incendió también la Iglesia parroquial de Sant Sadurní de Montiró).
Estos incendios y saqueo provocó (por el sacrilegio) gran sorpresa e indignación en Gerona, en los coselleres y consejo de ciento de Barcelona, en Cataluña, en la persona del rey y Cortes, en toda España e incluso en Roma. El obispo, Gregori Parcero, había asumido personalmente la investigación de los hechos y la instrucción de la causa, algunos testigos le declararon que habían sido los soldados y este dictó sentencia de excomunión contra Juan de Arce y Lleonard Moles.
Tan significativo era el hecho sacrílego en la sociedad de la época, que contemporáneamente se ha incluido en la canción de los Segadores, ya que fue uno de los sucesos que más animó a la revuelta de los insurgentes catalanes contra el gobierno de Felipe IV (entonces llamado “castellano” por estos, tras haberse confederado con Francia, quien a su vez estaba en guerra con España, Guerra de los Treinta Años).

## Lugares de interés
- Torre de Esparra.
- Santuario de Argimon, en l'Esparra.
- El Lladoner de l'Esparra.

## Personajes célebres
- Fra Mateu Blanch

Riudarenas, 1498 – Badalona, 1557

Monje jerónimo fundador de diversos conventos. 
- Lluís Castells i Sivilla (Barcelona, 1858 – Punta Lara (Argentina) 1897)

Negociante que hizo fortuna; fue el promotor en Buenos Aires de la Casa de España y del Centre Català. Su familia estuvo vinculada a Riudarenes puesto que su padre, Lluís Castells i Comas, compró varias propiedades en la localidad.
- Prudenci Bertrana (1867 – 1941)

A pesar de haber nacido en Tordera, pasó largas temporadas en l'Esparra y muchas de sus obras están basadas en el paisaje de este lugar.
- Iu Pascual

Villanova y Geltrú, 1883 – Riudarenas, 1949

Pintor director de la Escuela Menor de Artes y Oficios de Olot, instalado en Riudarenas a partir de 1939.
- Gerard Deulofeu

Riudarenas, 1994 - 

Futbolista del FC Barcelona.

## Fiestas
- Fiesta de la Primavera: 1 de mayo
- Fiesta de Sant Ponç: el domingo más cercano al 11 de mayo.
- Fiesta del Roser de l'Esparra: el primer domingo de junio.
- Aplec d'Argimon: el segundo domingo de septiembre.
- Fiesta mayor: el tercer domingo de septiembre.
- Fiesta de San Martín: el día 11 de noviembre.